# جو فولكس
جو فولكس (بالإنجليزية: Joe Fulks) مواليد 26 أكتوبر 1921 في برمنغهام، كنتاكي - الوفاة 21 مارس 1976، كان لاعب كرة سلة أمريكي بدأ مسيرته الاحترافية في سنة 1946. بلغ طوله 6 قدم 5 بوصة (2.0 م). اعتزل اللعب في 1954.

## فرق لعب لها
- غولدن ستايت ووريورز

## روابط خارجية
- جو فولكس على موقع إن بي أي (الإنجليزية)
- جو فولكس على موقع سبورتس رفرنس (الإنجليزية)
- جو فولكس على موقع ريلجم (الإنجليزية)
- جو فولكس على موقع بروبوليرز (الإنجليزية)
- جو فولكس على موقع قاعة المشاهير الجامعة الوطنية لكرة السلة (الإنجليزية)